# Adam Kania
Adam Kania (ur. 10 października 1965) – polski biathlonista, mistrz i reprezentant Polski.

## Życiorys
Był zawodnikiem WKS Legii Zakopane.
Reprezentował Polskę na mistrzostwach świata juniorów w 1985 (27 m. w biegu indywidualnym, 32 m. w sprincie i 11 m. w sztafecie) oraz mistrzostwach świata seniorów w 1989 (76 m. w biegu indywidualnym, 10 m. w biegu drużynowym i 14 m. w sztafecie).
Na mistrzostwach Polski seniorów zdobył pięć medali: złoty w 1985 w sztafecie 4 × 7,5 km, brązowy w 1987 w sztafecie 4 × 7,5 km, złoty w sprincie oraz srebrne medale w biegu indywidualnym i w sztafecie w 1988. Był też mistrzem Polski juniorów w sprincie w 1985.